# Astragalus gibbsii
Astragalus gibbsii es una especie de planta herbácea perteneciente a la familia de las leguminosas. Es originaria de Estados Unidos.

## Descripción
Es una hierba perenne que forma matas de tallos peludos, gris-verde de hasta 35 centímetros de largo. Las hojas son de hasta unos 9 centímetros de largo y se componen de varios pares de foliolos ovales a oblongos. La gran inflorescencia tiene hasta 30 flores amarillentas o  de color crema, cada una entre 1 y 2 centímetros de largo. El fruto es una legumbre de 2 a 3 centímetros de largo. Es carnosa cuando nueva y se seca a una textura correosa peluda.

## Distribución
Es una planta herbácea perennifolia que se encuentra en Estados Unidos, donde se distribuye por California y Nevada.

## Taxonomía
Astragalus gibbsii fue descrita por Albert Kellogg y publicado en Proceedings of the California Academy of Sciences 2: 161, f. 50. 1863.
Etimología
Astragalus: nombre genérico derivado del griego clásico άστράγαλος y luego del Latín astrăgălus aplicado ya en la antigüedad, entre otras cosas, a algunas plantas de la familia Fabaceae, debido a la forma cúbica de sus semillas parecidas a un hueso del pie.
gibbsii: epíteto otorgado en honor del botánico Peter Edward Gibbs. 
Sinonimia
- Homalobus gibbsii (Kellogg) Rydb.
- Homalobus plummerae Rydb.
- Tragacantha gibbsii (Kellogg) Kuntze	[3][4]